# 梶谷鐶
梶谷 鐶（かじたに たまき、1909年2月16日 - 1991年2月19日）は、日本の外科医。消化器外科の権威として知られた。岡山県出身。

## 経歴
1909年、岡山県総社市生まれ。岡山市にある第六高等学校を卒業、1932年、東京帝国大学医学部を卒業、塩田広重教授の第二外科に入局。1939年に癌研究会康楽病院（戦後、付属病院に改称）外科に異動。当時の外科部長の久留勝医師(のちに金沢大教授、大阪大学教授、国立がんセンター病院長)の指導を受け、2年後に久留のあとをついで、外科部長に昇格。
胃がんを中心に乳がん、大腸がん手術に取り組んだ。1949年に日本で初めて膵頭十二指腸切除を行い、成功させた。また1965年には、門脈合併切除を伴う肝葉切除術を世界で初めて成功させた。
1962年、岡山大学の陣内傳之助教授、大阪大学の久留勝教授、千葉大学の中山恒明教授らと胃癌研究会を発足させ、その後、胃全摘、系統的リンパ節郭清により胃がん拡大根治術を含め、胃がんの外科治療を確立した。1973年、癌研究会附属病院の第5代院長に就任。1984年癌研付属病院名誉院長となるもメスを握り続け、亡くなる2か月前まで週3日は朝から夜まで数例の手術をこなしていた。1991年2月、82歳にて死去。外科医としての守るべき規範について述べたものを「外科医べからず集―梶谷語録に学べ」として高山路爛が本名の大鐘 稔彦名義で2005年に出版している。
第六高等学校時代の同級生として、博田五六（電気通信大学初代学長）、井上義海（元神戸製鋼所社長）らがいる。

## 職歴
- 癌研究会康楽病院
- 癌研究会附属病院
- がん集学的治療研究財団

## 受賞歴
- 1975年 - 日本医師会医学賞
- 1982年 - 武田医学賞（消化管癌の外科治療に関する業績により）[2]
- 1987年 - 勲一等瑞宝章受章
- 1988年 - 第17回高松宮妃癌研究基金学術賞

## 著書
- 『消化管癌手術アトラス』（金原出版、1992年）
- 『一般外科術前・術中・術後管理』共著（へるす出版、1983年)